# Xavier Mirabel
Xavier Mirabel est un médecin cancérologue à Lille, chef de département adjoint au Centre régional de lutte contre le cancer de la région Nord-Pas-de-Calais où il est impliqué en recherche clinique.
Président d'Alliance VITA (anciennement Alliance pour les droits de la vie) depuis 2002, il anime de multiples conférences et est entendu par le Parlement lors de votes pour des lois touchant à la bioéthique et à la dignité humaine, en particulier l'euthanasie.
Il est membre du comité scientifique de l’Institut européen de bioéthique.

## Biographie
Xavier Mirabel est marié, père de sept enfants dont un fils décédé d'un accident de voiture et une fille atteinte de trisomie 21,.

## Champ d'actions
Xavier Mirabel agit sur les thèmes de la fin de vie et de la bioéthique, sujets sur lesquels il est auditionné depuis 2004 à l’Assemblée nationale,.
Xavier Mirabel défend un nouveau mode de langage vis-à-vis des patients : « En oncologie, les malades attendent d’un médecin qu’il soit un bon technicien, mais pas seulement. [...] Il y a un équilibre à trouver entre un discours qui deviendrait incompréhensible faute d’oser prononcer les mots, et des paroles trop brutales ».
Formateur en soins palliatifs, il coordonne le site sosfindevie.org : « Les soins palliatifs sont maintenant reconnus comme essentiels dans les facultés de médecine. Mais elles arment très peu les soignants sur le plan de l'éthique. Avec le primat donné aux performances techniques dans toutes les autres disciplines, ils sont tentés par la toute-puissance. Cela fait le lit, à la fois de l'acharnement thérapeutique et de l'euthanasie. Ces dérives sont, à mes yeux, liées au défaut de formation éthique. Beaucoup de médecins viennent à nous avec un sentiment de solitude et de désarroi face aux situations limites. Notre action d'écoute et de conseil, avec SOS fin de vie, joue le rôle de ces groupes de parole qui manquent. Le médecin doit pouvoir échanger sur son épuisement ou sur son sentiment de perdre la maîtrise... Or c'est précisément ces situations qui l'exposent au passage à l'acte lorsqu'il est confronté à la tentation euthanasique ».

## Publications

### Publications scientifiques
Xavier Mirabel est l'auteur de nombreuses publications scientifiques.

### Publications d'articles
Xavier Mirabel est l'auteur de nombreux articles de fond dans les quotidiens et magazines français, sur les sujets de l'euthanasie notamment ; il est également régulièrement interviewé par les médias,,,.

### Chronique hebdomadaire
Xavier Mirabel anime une tribune hebdomadaire sur le réseau de radio RCF : il évoque la personne humaine, sa vie et sa mort, sa sexualité, et leurs interactions avec la médecine et la société.

### Ouvrages et conférences
- Euthanasie, les enjeux du débat, Paris, Presses de la Renaissance, 2004  (ISBN 978-2-75090-107-3)
- Tu as du prix à mes yeux, Presses de la Renaissance, 2006  (ISBN 978-2-75090-180-6)
- L'Europe introuvable - Euthanasie, la mort ambiguë, in revue Liberté politique, no 39, 6 décembre 2007  (ISBN 978-2-70899-806-3)
- préface de l'ouvrage de Tugdual Derville, La bataille de l’euthanasie - Enquête sur les sept affaires qui ont bouleversé la France, février 2012, éditions Salvator  (ISBN 978-2-70670-892-3)

Depuis plusieurs années, Xavier Mirabel donne des conférences en France et en Belgique, telle par exemple celle du 10 avril 2011 intitulée « Le recours à l’euthanasie n’est jamais une fatalité ! » dont l'enregistrement vidéo est disponible sur le web.